# 40mmグレネード

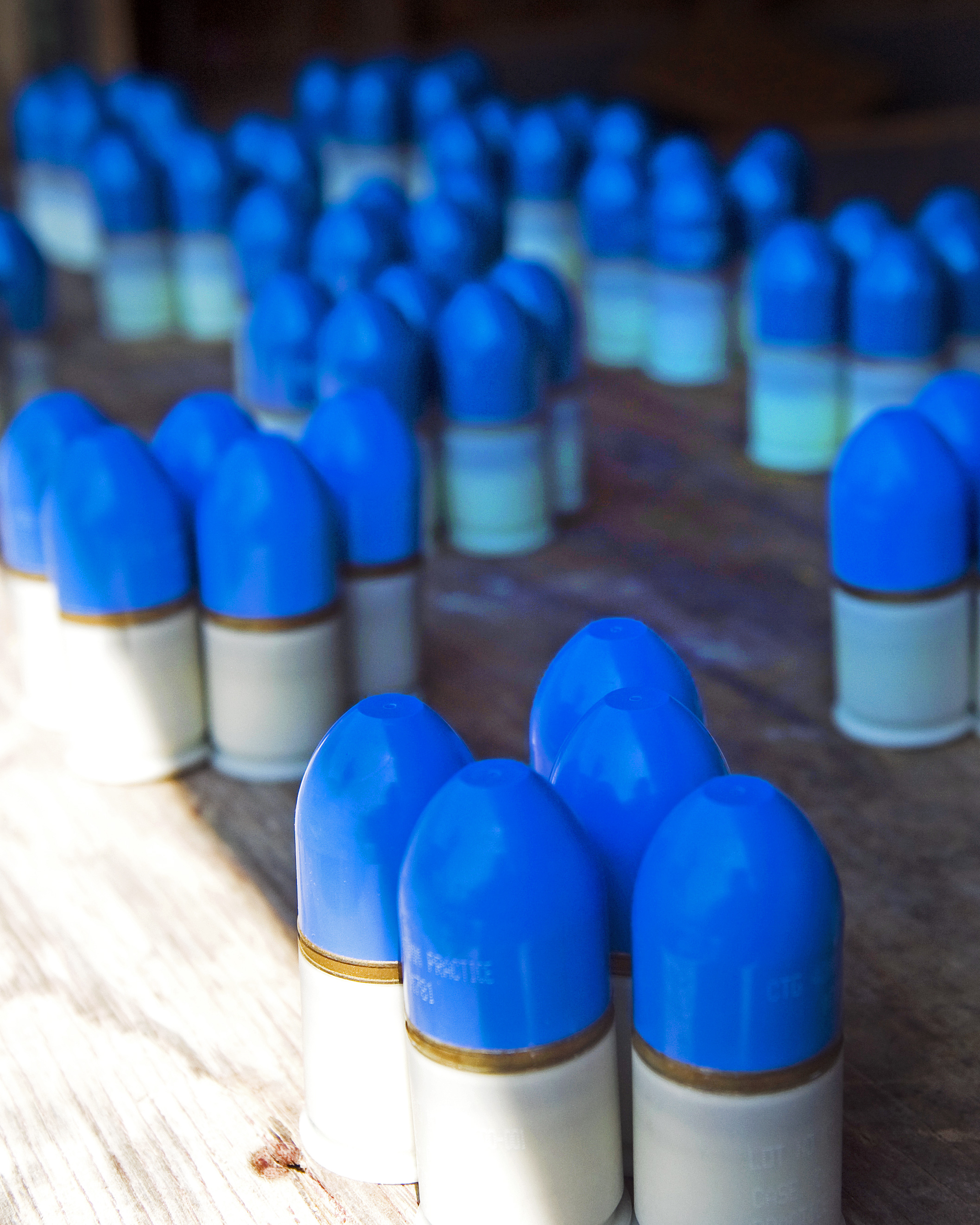
40mmグレネード（訓練弾）

40mmグレネードは、40mm口径のグレネード弾。北大西洋条約機構諸国においては低速型の40mm×46と中速型の40mm×53が、ソビエト連邦諸国においてはケースレス型が運用されている。

## 40mm×46
40mm×46は、低速型の40mmグレネード弾である。もっとも初期から運用されているもので、主として小銃分隊用の単発/半自動式発射機において用いられる。

### 来歴
第二次世界大戦においてアメリカ陸軍は、歩兵の主たる支援火力として、小銃中隊に配備された60mm迫撃砲、各歩兵が小銃より射撃する22mmライフルグレネードと投擲する手榴弾を使用していた。しかし60mm迫撃砲による最低射程と投擲距離の間には間隙があり、また、当時の22mmライフルグレネードはガス圧発射式で、小銃に大きな負担をかけるものであった。このことからアメリカ陸軍作戦研究室（ORO）は、1951年よりニブリック計画の一環として、迫撃砲の最低射程と投擲距離の間隙を埋めるための兵器システムの開発を開始した。当初は、M1ガーランド小銃に装着されるカップ型のライフルグレネードが研究されていたが、これは間もなく放棄された。
これを受けてピカティニー・アーセナル社は1952年より、専用グレネード弾の開発に着手した。このグレネード弾は、口径40mm、薬莢長46mmで、第二次世界大戦中にドイツで創案された高低圧理論を採用したものであり、現在の40mm×46弾の規格を確立したものであった。
40mm×46弾を使用する最初の火器として開発されたのがM79 グレネードランチャーであり、これは1961年よりアメリカ陸軍での運用を開始した。M79は短く軽量であることから、鬱葱とした熱帯雨林での運用に適していたこともあり、折からのベトナム戦争において、分隊レベルで火力を投射できる手軽な手段として重宝された。しかし一方で、再装填に時間がかかるため射手は副武装を携行する必要があることから、小銃の銃身下部に装着できるアドオン方式の発射機も開発され、XM148 グレネードランチャーを経てM203 グレネードランチャーとして大量配備されることとなった。

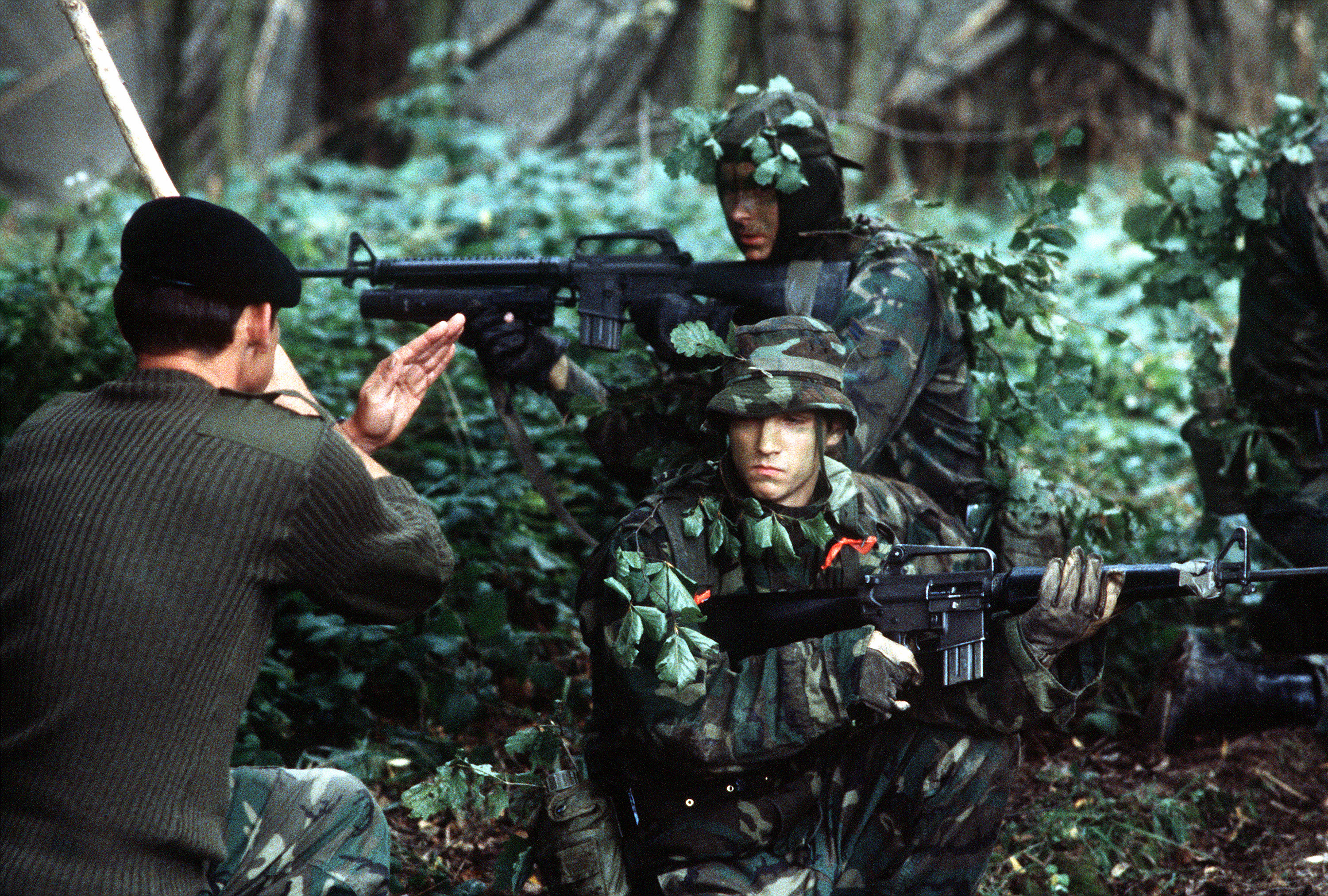
XM148発射機を装着したM16小銃を持つ兵士（1981年撮影）
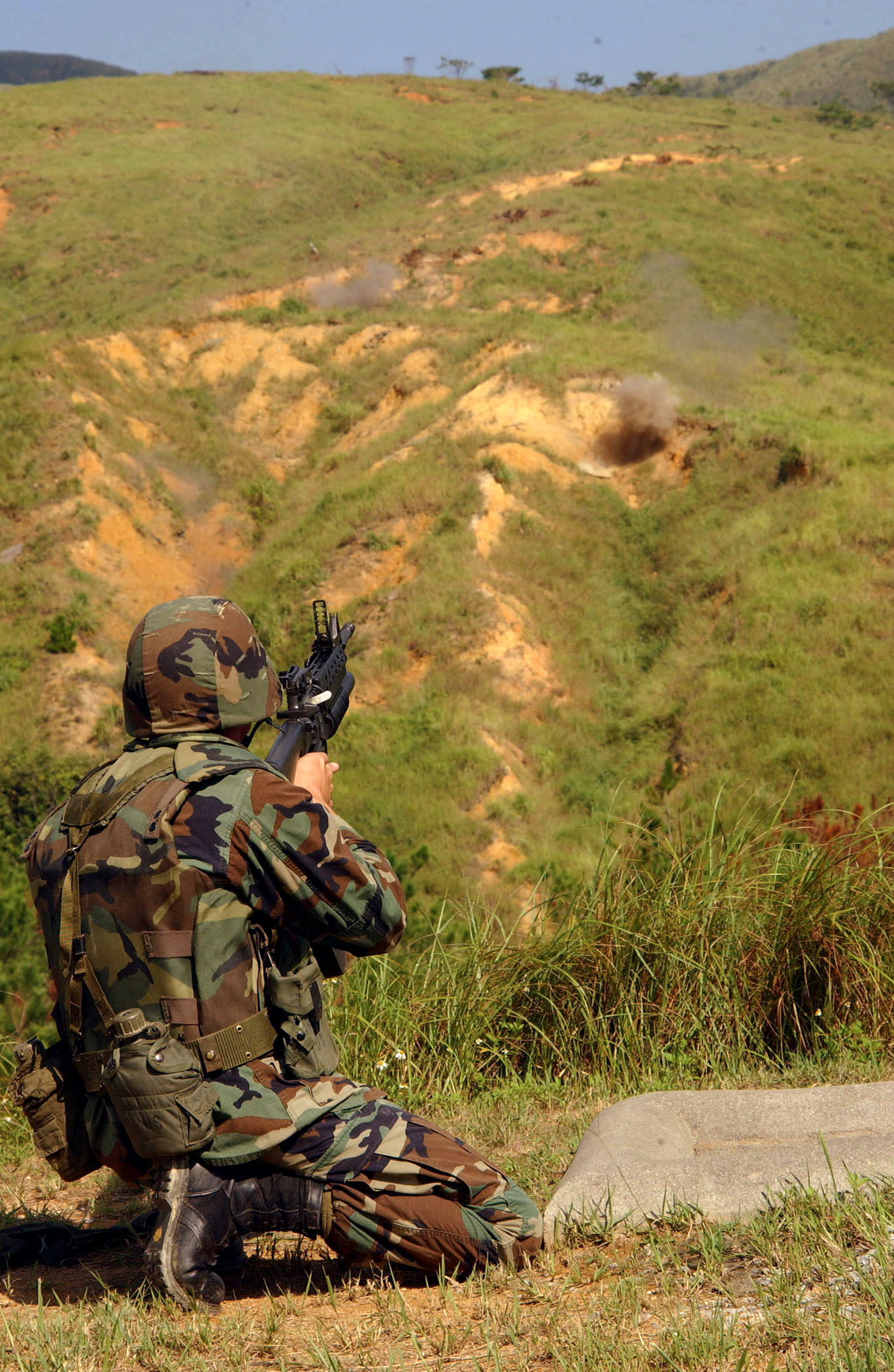
M203発射機による40mm×46弾の投射（2003年撮影）

また、40mm×46弾は北大西洋条約機構を中心に普及して、アメリカ製の発射機以外にも、ドイツのH&K HK69やAG36も開発された。その一方で、高低圧弾、しかも歩兵携行用であることから初速は遅く、弾頭重量も大きなものではなかったことから、特に対装甲能力は限定的である。このため、日本やフランス、イタリアにおいては、弾丸トラップ方式を採用して小銃への負荷を低減した22mmライフルグレネードが採用されている。

### 代表的な弾薬
標準的なグレネードランチャーから発射された場合、初速は76メートル毎秒、最大射程は400メートル、点目標に対する有効射程は150メートルである。
高性能炸薬弾（HE）
M381, M386, M406, M441
多目的榴弾（HEDP）
M433
空中炸裂弾
M397, M397A1
散弾
M576（4号バックショット）
照明弾
M583A1, M585（白色）, M661（緑色）, M662（赤色）
催涙弾
M651 (CS）
発煙弾（煙幕展開用）
M676（黄色）, M680（白色）, M682（赤色）
マーカー
M713（赤色）, M714（白色）, M715（緑色）, M716（黄色）
演習弾
M781, M918（射撃演習用）
赤外線照明弾
M992

### 採用した機種
アメリカ合衆国
- Mk.18 手動連発擲弾銃（英語版）
- Mk.20 自動擲弾銃（英語版）
- M79 グレネードランチャー
- XM148 グレネードランチャー
- M203 グレネードランチャー
- M320 グレネードランチャー

 シンガポール
- CIS 40 GL

 ドイツ
- H&K HK69
- H&K HK79
- H&K AG36

 南アフリカ共和国
- ダネルMGL

 スイス
- ブリュッガー&トーメ GL-06

### 派生した規格
40mm×47
ルーマニアのAG-40Pやポーランドのパラド グレネードランチャーで採用された規格であり、諸元上は40mm×46弾とほぼ同等である。なお、AG-40はアメリカ製M203から派生したものである、
40mm×51
南アフリカのXRGL40で採用された規格であり、40mm×46弾の上位互換版である。射程延伸型低圧弾（Extended Range Low Pressure, ERLP）と称されており、125メートル毎秒に高初速化され、射程が800mに延伸されている。

## 40mm×53
40mm×53は、中速型の40mmグレネード弾である。主として重火器小隊や車両・航空機搭載用の自動発射機において用いられる。

### 来歴
小銃分隊用の40mm×46弾とその発射機が開発されていた1950年代後半、フィルコ・フォード社は、航空機搭載用として、より強力なグレネード弾とその発射機の開発に着手した。これによって開発されたのが40mm×53弾であり、これを利用する発射機がM75であった。M75は1965年より配備され、これと同時に40mm×53弾も運用に入った。また、のちに改良型としてM129も開発された。しかしこれらは、いずれも電動式であったことから、地上運用には限界があった。
この当時、地上においては、40mm×46弾を使用する、手動連発式のMk.18が主用されていた。後にブローバック式のMk.20も開発されたものの、40mm×46弾を使うことによる威力不足は覆いがたかった。1967年より、アメリカ海軍の哨戒艦艇において配備を開始したMk.19 自動擲弾銃はAPIブローバック方式を採用していたことから電力供給が不要であり、のちに陸軍でも採用されて、アメリカ軍の標準的な40mm自動てき弾銃となった。

### 代表的な弾薬
標準的なグレネードランチャーから発射された場合、初速は250メートル毎秒、最大射程は2,200メートル、有効射程は1,600メートルである。
高性能炸薬弾（HE）
- M383 / M384（危害半径 15m）

多目的榴弾（HEDP）
- M430（危害半径 15m、装甲侵徹力 50mm）
- 40mm対人対戦装甲てき弾

演習弾
- M385 / M918
- 40mm演習てき弾

### 採用した機種
アメリカ合衆国
- M75 自動擲弾銃（英語版）
- M129擲弾発射器
- Mk.19 自動擲弾銃
- Mk47 自動擲弾銃（英語版）

 シンガポール
- STK 40 AGL（英語版）
- CIS SLWAGL

 ウクライナ
- UAG-40（ウクライナ語版）

 ドイツ
- H&K GMW

 スペイン
- LAG 40

## 40mm×56

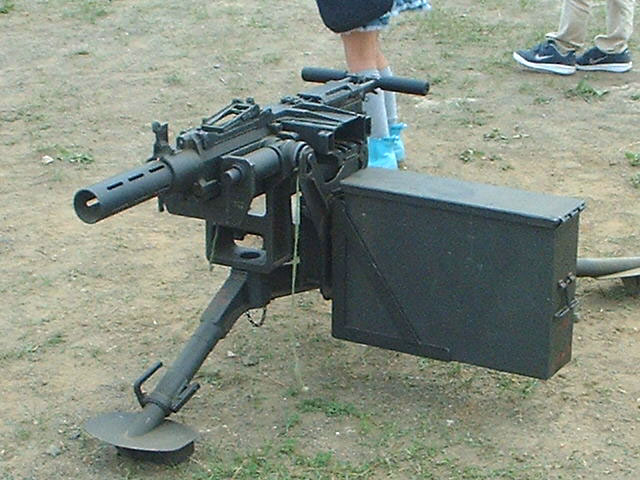
陸上自衛隊96式自動てき弾銃

陸上自衛隊の96式40mm自動てき弾銃において採用された規格。ダイキン工業が製造しており、「40mm対人対軽装甲てき弾」（弾薬全長112mm重量371g）は成形炸薬の多目的榴弾となっている。ほかに「40mm演習てき弾」も用意されている。
陸上自衛隊で運用される水陸両用車AAV7が装備するMk19自動擲弾銃の40×53mmとの互換性は無い。

## ケースレス弾

### VOG-25

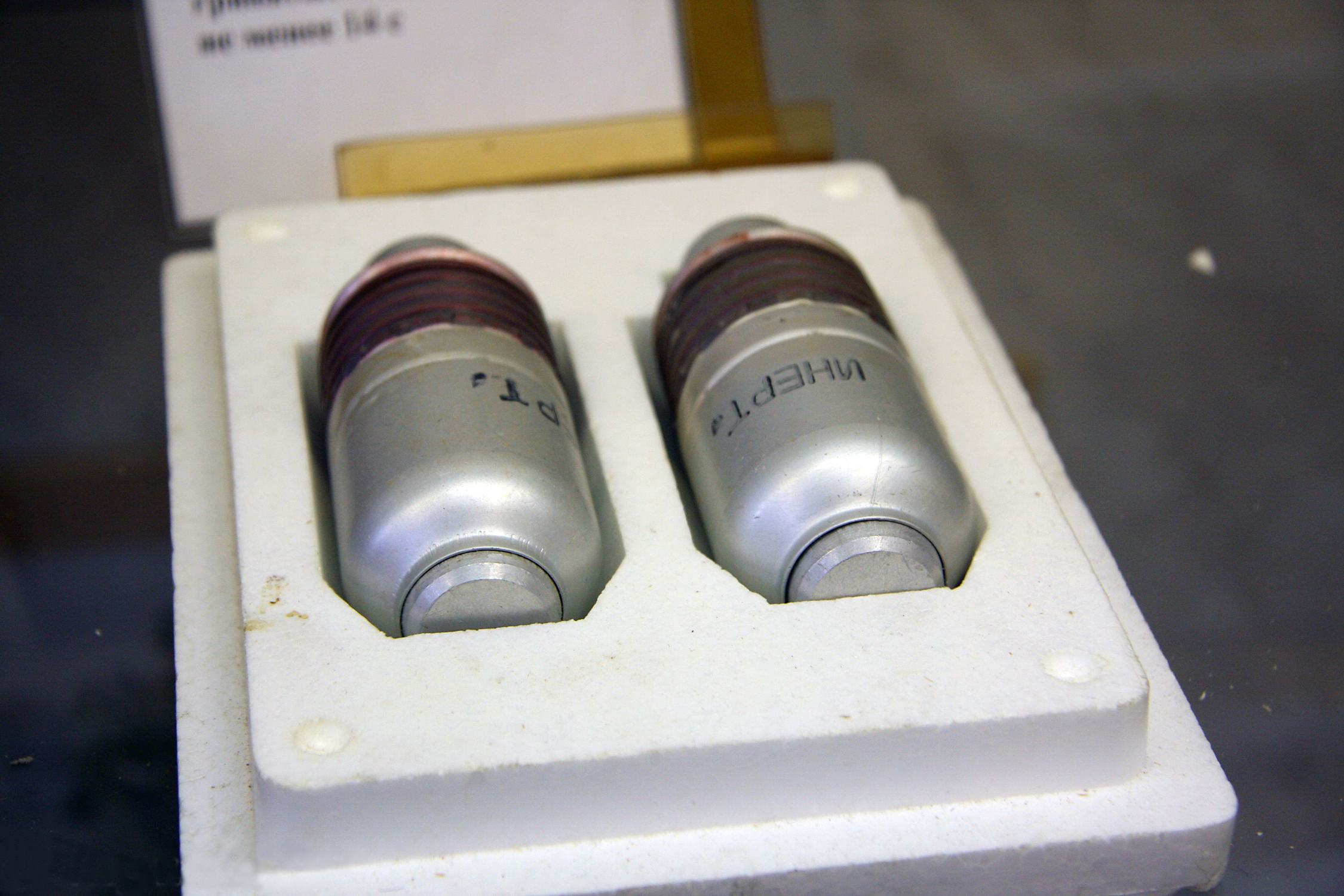
ロシアの40mmケースレスグレネード弾、VOG-25（ВОГ-25）

VOG-25（GRAUインデックス：7P17）は低速型の40mmグレネード弾であり、ソビエト連邦のGP-25において採用された規格である。薬莢を持たず、発射薬もグレネード弾本体に内蔵されているなど、ロケット弾もしくは迫撃砲弾に近い構造を採用しており、装填方式も前装式となっている。砲身には右回り12条のライフリングが彫りこまれており、グレネード弾の側に付いた突起にかみ合わせながら装填する。
引き金を引くと撃針がグレネード弾底部の雷管を叩いて発射薬に点火し、発射薬の燃焼によって生じたガスは後部のノズルから噴出してグレネード弾が発射される。グレネード弾はライフリングによって与えられた回転運動によって弾道を安定させるとともに、弾頭信管の安全装置を解除する。

### 7P39
7P39は中速型の40mmグレネード弾であり、ロシア連邦のAGS-40において採用された規格である。VOG-25と同様に薬莢を持たない40mmケースレス弾だが、自動擲弾銃向けに長射程化・高威力化されておりVOG-25との互換性はない。